# Creu de terme de Relat
La Creu de terme de Relat és una creu de terme d'Avinyó (Bages) situada a 100 metres al nord del Mas Relat, al costat de la carretera B-431 d’Avinyó a Prats de Lluçanès, molt propera de la cruïlla que trenca cap a l'església de Santa Eugènia de Relat. Està declarada Bé Cultural d'Interès Nacional.
Creu de terme feta de pedra i que consta de tres elements clarament diferenciats: la base feta de tres cercles fets de carreus de pedra, superposats i més recents; la columna i, finalment, la creu, més antiga que la resta. La creu és de difícil datació ja que sembla molt gastada indicant que fa molts anys que està construïda, tot i que tampoc la considerem excessivament antiga. Podríem datar-la entre el s. XVIII i el XIX. La creu ens mostra a la vessant de ponent la crucifixió de Jesús i a la de llevant un sant. La creu té un capitell on, a cada una de les cares hi ha un personatge diferent. Tot i mostrar un estil volgudament romànic, la creu té uns cinquanta-cent anys.